# Frutto aggregato

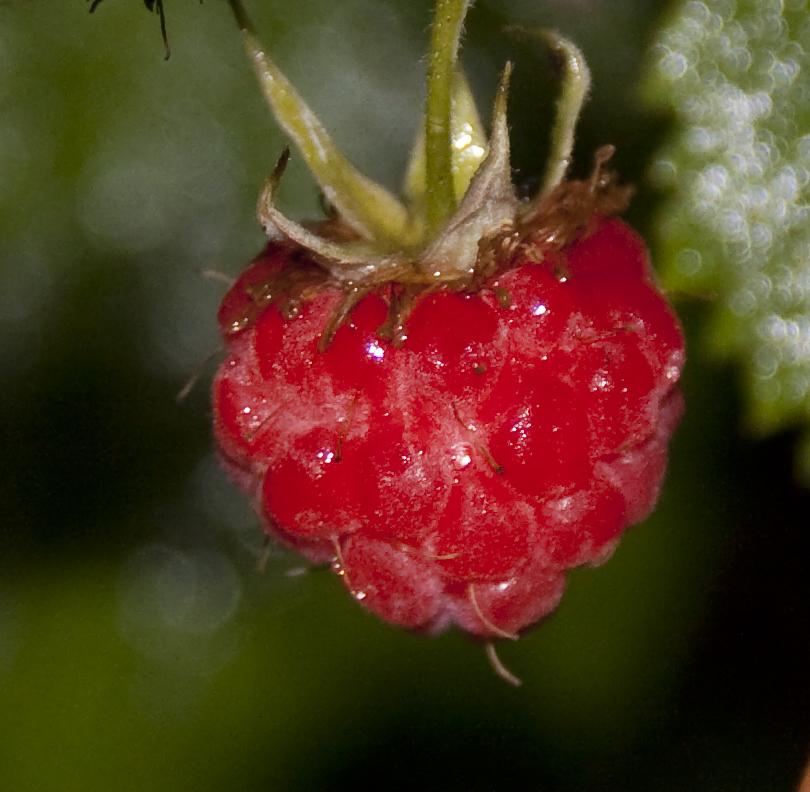
Un lampone è un frutto aggregato, costituito da un insieme di drupe.

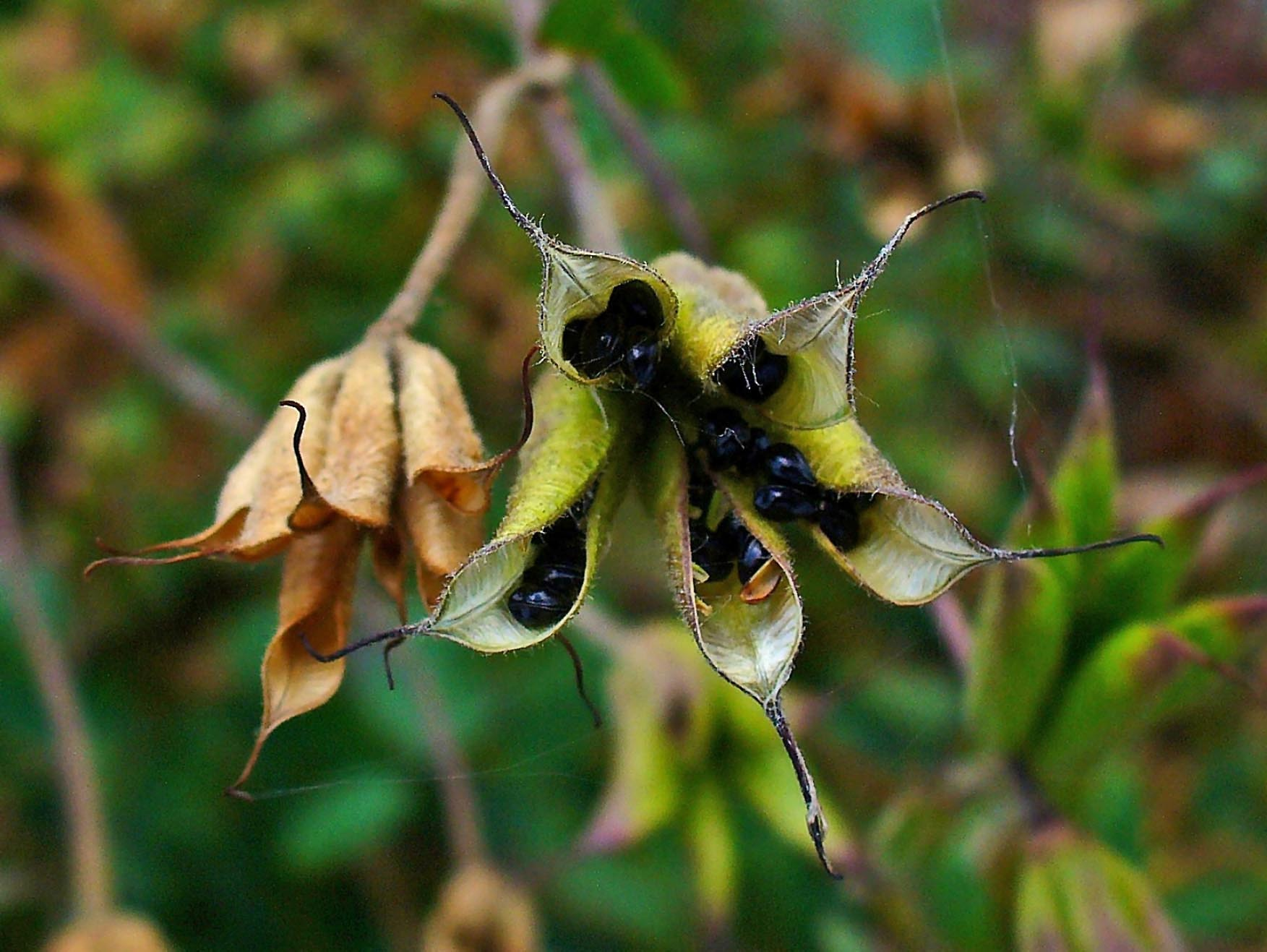
Il frutto di Aquilegia si forma da diverse ovaie di un fiore, ed è un aggregato di follicoli. Tuttavia, poiché i follicoli non sono fusi tra loro, non è considerato un frutto aggregato.

Un frutto aggregato o etaerio è un frutto che si sviluppa dalla fusione di diversi ovari separati in un unico fiore. Al contrario, un frutto semplice si sviluppa da un singolo ovario.
Non tutti i fiori con più ovari formano un frutto aggregato; gli ovari di alcuni fiori non diventano strettamente uniti per dar vita ad un frutto più grande. I frutti aggregati possono anche essere accessori, in cui parti del fiore diverse dall'ovario diventano parte carnosa e formano il frutto.
Le singole parti di un frutto aggregato prendono forme diverse. Esempi comuni sono: 
- Drupe:
  - Lamponi
  - Mora, anch'essi frutti accessori, con un carnoso ricettacolo
- Achenio:
  - Fragola, frutto accessorio, con carnoso ricettacolo
  - Ranunculus
- Follicolo:
  - magnolia
- Samara:
  - Liriodendron tulipifera